# Суарес дель Торо Риверо, Хуан Мануэль
Хуан Мануэль Суарес дель Торо Риверо (исп. Juan Manuel Suárez Del Toro Rivero; род. 28 сентября 1952, Лас-Пальмас) — испанский и международный деятель Красного креста.
В 1979 году вступил волонтёром в региональное отделение Красного креста на Канарских островах. В 1994 году был избран президентом Испанского Красного креста. С 2001 года по ноябрь 2009 года занимал должность Президента Международной Федерации обществ Красного Креста и Красного Полумесяца. С 2009 года является президентом Испанского Красного креста.
Почётный доктор Национального автономного университета Гондураса (2006).